# 30 Años 30 Canciones
30 Años 30 Canciones es el séptimo álbum recopilatorio de la banda Mägo de Oz. Lanzado con motivo del 30° aniversario del grupo.
Este disco tiene 2 temas "nuevos" («Epílogo» y «El Templo del Adiós») interpretados con Zeta como vocalista.

## Lista de canciones
| N.º | Título                                | Disco original               | Duración |  |
| 1.  | «El Libro de las Sombras»             | Hechizos, pócimas y brujería | 5:30     |  |
| 2.  | «Hoy Toca ser Feliz»                  | Gaia II: La voz dormida      | 4:16     |  |
| 3.  | «Que el Viento Sople a tu Favor»      | Gaia III: Atlantia           | 4:16     |  |
| 4.  | «Fiesta Pagana»                       | Finisterra Opera Rock        | 5:41     |  |
| 5.  | «La Costa del Silencio»               | Celtic Land                  | 4:31     |  |
| 6.  | «Puedes Contar Conmigo»               | Gaia: Epílogo                | 4:10     |  |
| 7.  | «Adiós Dulcinea»                      | Love and Oz                  | 7:07     |  |
| 8.  | «Cadaveria»                           | Ilussia                      | 4:47     |  |
| 9.  | «La danza del Fuego»                  | Finisterra Opera Rock        | 5:13     |  |
| 10. | «Diábulus in Música»                  | Gaia II: La voz dormida      | 4:44     |  |
| 11. | «La Posada de los Muertos»            | Gaia II: La voz dormida      | 4:45     |  |
| 12. | «H2Oz»                                | Hechizos, pócimas y brujería | 3:55     |  |
| 13. | «Pensando en Ti»                      | Love and Oz                  | 5:22     |  |
| 14. | «A Costa da Morte»                    | Finisterra Opera Rock        | 3:34     |  |
| 15. | «El que Quiera Entender que Entienda» | Finisterra Opera Rock        | 6:28     |  |
| 16. | «Molinos de Viento»                   | La leyenda de La Mancha      | 4:15     |  |
| 17. | «Y Ahora Voy a Salir (Ranxeira)»      | La ciudad de los árboles     | 3:53     |  |
| 18. | «Deja de Llorar»                      | La ciudad de los árboles     | 4:32     |  |
| 19. | «Xanandra»                            | Hechizos, pócimas y brujería | 4:23     |  |
| 20. | «El Cantar de la Luna Oscura»         | The Best Oz                  | 5:13     |  |
| 21. | «Vodka 'n' Roll»                      | Gaia III: Atlantia           | 3:40     |  |
| 22. | «Desde Mi Cielo»                      | Gaia II: La voz dormida      | 6:24     |  |
| 23. | «La Rosa de los Vientos»              | Gaia                         | 4:31     |  |
| 24. | «Hasta que el Cuerpo Aguante»         | Finisterra Opera Rock        | 4:01     |  |
| 25. | «Vuela Alto»                          | Ilussia                      | 4:08     |  |
| 26. | «Siempre (Adiós Dulcinea - Parte II)» | Gaia III: Atlantia           | 4:45     |  |
| 27. | «Y Serás Canción»                     | Gaia: Epílogo                | 6:03     |  |
| 28. | «Hasta que tu Muerte nos Separe»      | The Best Oz                  | 5:50     |  |
| 29. | «Epílogo (Con Z)»                     |                              | 3:52     |  |
| 30. | «El Templo del Adiós (Con Z)»         |                              | 3:36     |  |